# Тапио, Янне
Янне Тапио (фин. Janne Tapio; 28 января 1975, Рованиеми) — финский гонщик на снегоходах, двукратный чемпион мира (2004, 2005), обладатель Кубка мира по кроссу на снегоходах 2002 и 2003 годов.

## Жизнь и спортивная карьера
Окончил Лапландский университет прикладных наук (Lapin ammattikorkeakoulu) по специальности «Инженер в области разработки арктического транспорта».
С 1996 года профессионально занимался кроссом на снегоходах сперва в составе заводской команды Skidoo Racing, затем — в составе собственной Team Tapio. В Кубках и Чемпионатах мира выступал на снегоходе марки Lynx, что не помешало ему заключить рекламный контракт с компанией Duell. Завершил гоночную карьеру в 2007 году, получив перелом руки на этапе Чемпионата мира в Швейцарии.
После окончания карьеры работает R&D-менеджером (специалистом в области развития и инноваций) компании BRP Lynx.
Обладатель российского патента RU 2 752 048 C2 «Снегоход со снежным щитком» (2021).

## Основные спортивные достижения
- Четырёхкратный чемпион Европы по кроссу на снегоходах (1995, 1996, 1999, 2000)[1]
- Двукратный обладатель Кубка мира по кроссу на снегоходах (2002, 2003)[5][6].
- Двукратный чемпион мира по кроссу на снегоходах (2004, 2005)[7]

## Результаты выступлений в Кубке и Чемпионате мира по кроссу на снегоходах
| Год  | Снегоход | 1       | 2       | 3      | 4     | 5    | 6    | 7    | 8    | Место | Очки |
| ---- | -------- | ------- | ------- | ------ | ----- | ---- | ---- | ---- | ---- | ----- | ---- |
| 2002 | Lynx     | SWE1 1  | SWE2 1  | SWE3 1 |       |      |      |      |      | 1     | 75   |
| 2003 | Lynx     | NOR 1   |         |        |       |      |      |      |      | 1     | 25   |
| 2004 | Lynx     | NOR 1   | FIN 1   | SWE 2  |       |      |      |      |      | 1     | 72   |
| 2005 | Lynx     | NOR 1   | FIN 1   | SWE 1  |       |      |      |      |      | 1     | 75   |
| 2006 | Lynx     | SWI1 4  | SWI2 4  | NOR 2  | FIN 1 |      |      |      |      | 2     | 83   |
| 2007 | Lynx     | SWI1 19 | SWI2 16 | SWI3 6 | SWI4  | NOR1 | NOR2 | SWE1 | SWE2 | 23    | 22   |